# 朱鑠
朱铄（？—3世紀），字彦才。谯郡人。漢末三国曹魏将领，建安后期入为曹丕僚属，与陈群、司马懿、吴质并称魏太子四友。

## 生平
为人削瘦，性急。曹丕称帝后，朱铄于黄初二年接替夏侯楙担任军中要职的中领军将军，执掌曹魏禁军。黄初五年，镇守河北的吴质回京城洛阳朝见魏文帝曹丕。曹丕命京城内上将军及特进以下众将军都到吴质府上欢会，朱铄与曹真、曹洪、王忠等众将军都来到吴质府上。因曹真长得比较肥胖，朱铄长得很瘦，酒酣之时，吴质故意叫说唱优人上来戏说肥瘦。上将军曹真以自己是宗室重臣，耻被戏，怒责吴质。曹洪、王忠也出来劝说。吴质大怒按剑怒责曹真，朱铄站起来劝说吴质，也被吴质斥责回到座上。朱铄本来性子就急，越想越气，拔出剑怒斩在地上，于是众将军们不欢而散。
朱鑠官至領軍，比蔣濟（249年）先死去。